# Château de Büren
Le château de Büren (allemand : Schloss Büren) est un château situé à Büren an der Aare dans le canton de Berne en Suisse. Il est listé comme bien culturel d'importance nationale.

## Histoire
Le château a été construit de 1621 à 1624 en tant que résidence du bailli de Büren. Il a été bâti à la place de quatre fermes. Entre 1624 et l'invasion française de 1798, un total de 77 baillis on habité le château. Certaines traces des balles des troupes qui ont envahi le château en 1798 sont toujours visibles sur les murs. En 2003, les peintures murales du XVIIe siècle et d'autres œuvres d'art sont restaurés selon leur apparence originale.
Le château est listé comme bien culturel d'importance nationale.